# Acanthocobitis zonalternans
Acanthocobitis zonalternans је врста зракоперке из породице Nemacheilidae.

## Распострањеност
Распрострањена је у Бангладешу, Индији, Мјанмару и Тајланду.

## Опис
Мужјаци могу достићи дужину до 7,8 цм.